# Husajn Kamil
Husajn Kamil (arab. حسين كامل, ur. 21 listopada 1853 w Kairze, zm. 9 października 1917 tamże) – sułtan Egiptu i Sudanu od 19 grudnia 1914 do 9 października 1917. Syn wicekróla Isma’ila Paszy, starszy brat pierwszego króla nowożytnego Egiptu Fu’ada I. Objął sułtański tron Egiptu po obaleniu swojego bratanka Abbasa II Hilmiego przez Brytyjczyków. Za jego rządów Egipt stał się protektoratem brytyjskim, co przyczyniło się do końca osmańskiego panowania w tej części świata.

## Odznaczenia
Egipskie
- Wielki Mistrz Orderu Mohameda Alego – fundator w 1915
- Wielki Mistrz Orderu Ismaila – fundator w 1915
- Wielki Mistrz Orderu Nilu – fundator w 1915
- Wielki Mistrz Orderu Doskonałości – fundator w 1915

Zagraniczne
- Order Osmana I kl. (Turcja)
- Order Medżydów I kl. (Turcja)
- Medal Imtiyaz (Turcja)
- Medal Liakat (Turcja)
- Order Franciszka Józefa I kl. (1869, Austria)
- Order Miecza I kl. (1891, Szwecja)
- Order Łaźni I kl. (1914, Wlk. Brytania)
- Order Legii Honorowej I kl. (1916, Francja)
- Order Leopolda I kl. z mieczami (1917, Belgia)
- Order śś. Maurycego i Łazarza I kl. (Włochy)
- Order Zbawiciela I kl. (Grecja)
- Order Korony I kl. (Rumunia)